# Samuel Gerson
Pour les articles homonymes, voir Gerson.
Samuel Gerson (né le 30 novembre 1895 en Empire russe et mort le 30 septembre 1972 à Philadelphie) est un lutteur sportif américain d'origine ukrainienne.

## Biographie
Samuel Gerson obtient une médaille d'argent olympique, en 1920 à Anvers en poids plumes.